# Alsórámóc-Répcefő
Alsórámóc-Répcefő (németül: Unterrabnitz-Schwendgraben, horvátul: Donji Ramac, gradistyeiül Dolnji Ramac) község Ausztriában, Burgenland tartományban, a Felsőpulyai járásban.

## Fekvése
Felsőpulyától 14 km-re délnyugatra, a Répce partján fekszik.
A kataszteri közösségek Répcefő és Alsórámóc.

## Története
A mai település egykor két önálló község, Alsórámóc (Unterrabnitz) és Répcefő (Schwendgraben) volt.
Rámóc települést 1279-ben „villa dicte Rebza” alakban említik először oklevélben, majd ez Répcefőre változott: 1398-ban „Rapchafey” (családnévként), 1434-ben „Rapchafeu”, 1438-ban „Repezefew”, 1496-ban „Repczefew, Alsorepczefew, Felsewrepczefew”. Mai nevét a XVI. sz. végén nyerte, ennek első adata 1595: „Also-Ramoth”. A 14. század végén és a 15. század elején a „Rabchafey” azaz Rábcafőy család birtoka volt. Később több nemesi családnak, így a kirchschlagi Pottendorfer, a monyorókeréki Ellerbach, az alsólászlói Tábor családnak, valamint a lánzséri váruradalomnak is voltak itt birtokai. Ezután az Inkey és az Esterházy családok birtoka volt. 1772-ben már plébániája volt, templomát 1800-ban építették.
Vályi András szerint „RÁMOCZ. Rabnicz, Alsó, és Felső Rámocz. Két falu Sopron Vármegyében, földes Ura Felső Rámocznak H. Eszterházy; Alsónak pedig Inkey Uraság, lakosaik katolikusok, fekszenek Sopronhoz négy mértföldnyire, határbéli földgyeik hegyesek, és néhol soványak, vagyonnyaik középszerűek, fájok, erdejek van, harmadik osztálybéliek.”
Fényes Elek szerint „Alsó-Rámócz, németül Unter Rabnicz, német falu, Sopron vmegyében, Sopronhoz dél-nyugotra 4 mfd., 55 kath. lak., paroch. egyházzal. Határa sovány, hegyes. Van 15 egész telke. F. u. hg Eszterházy.”
A másik településrész első írásos említése 1554-ban történt „Swengrob” alakban. 1851-től viseli magyarul a Répcefő nevet, amelyet hivatalos névadással kapott a szomszédos Alsórámóc régi nevét felújítva. A „Rabchafey” azaz Rábcafőy család ősi birtoka volt, majd a 15. század végén a monyorókeréki Elderbachoké. A 17. századtól az Esterházy családé volt.
Vályi András szerint „SVENTGRÁBEN. Német falu Sopron Várm. földes Ura Inkey Uraság, lakosai katolikusok, fekszik Ramóczanak szomszédságában, mellynek filiája; két nyomásbéli határja középszerű, leginkább gabonát termő, ’s egyebet is, szőleje nintsen, fája van erdőjéből, piatza Sopronyban négy mértföldnyire.”
Fényes Elek szerint „Répczefő, németül Schwendgraben, német falu, Sopron vmegyében, Sopronhoz dél-nyugotra 3 3/4 mfd. Ausztria szélén, 220 kath. lak., 79 5/8 hold szántófölddel, 43 h. réttel. F. u. h. Eszterházy.” 
1910-ben Alsórámócnak 571, többségben német lakosa volt jelentős magyar kisebbséggel, Répcefőnek , 215 túlnyomórészt német lakosa volt. A trianoni békeszerződésig Sopron vármegye Felsőpulyai járásához tartozott. 1971-ben Alsórámóc, Répcefő és Répcebónya falvakat egy nagyközségben egyesítették, de 1991-ben Répcebónya újra önálló község lett.

## Nevezetességei
- Alsórámóc Szent Péter és Pál apostolok tiszteletére szentelt római katolikus plébániatemploma 1800-ban épült.
- A falu délnyugati szélén áll az alsórámóci kastély. Az oromzatos kapuzat és az egykori  felvonóhíd emelőszerkezete ma is látható. A községben  minden évben itt rendezik a Répcevölgyi festőheteket. 1995-ben az alapítás 25. évfordulójára művészeti naptár is jelent meg a Répcevölgy településeiről.
- 2003-ban Alsórámócon egy kora középkori életet bemutató falumúzeumot alapítottak. A falu felett lévő fenyves melletti ártéri területen osztrák régészek az ásatások során talált épületek mintájára eredeti formájukban öt vályogtöméses, földbe süllyesztett lakóházat építettek fel. Láthatók itt az étkezéshez, a pihenéshez szükséges berendezések, de a mesterségek kialakulása előtti bőrkikészítés, a kovácsolás, a szövés-fonás, a kenyérsütés, a főzés kellékei, no meg korabeli fegyverek is.
- Répcefő temploma
- Szentháromság-oszlop

## Külső hivatkozások
- Hivatalos honlap
- Imburgenland.at
- Tourist-net
- Meinreise.at
- Magyar katolikus lexikon – Alsórámóc
- Alsórámóc-Répcefő az Osztrák Statisztikai Hivatal honlapján
- A középkori falumúzeum honlapja